# Yo-kai Watch
Yo-kai Watch (妖怪ウォッチ, Yōkai Wotchi, conhecido no Japão como Youkai Watch e Yokai Watch) é uma franquia de RPG eletrónicos, desenvolvida e publicada pela empresa Level-5. O jogo original foi lançado no Japão a 11 de julho de 2013, para a plataforma Nintendo 3DS. Na América do Norte o jogo foi lançado pela Nintendo a 6 de novembro de 2015. A sequência, Yo-kai Watch 2, foi lançada no Japão em três versões; Ganso e Honke, em 10 de julho de 2014, e Shinuchi, lançada a 13 de dezembro de 2014. O jogo spin-off, Yo-kai Busters, foi lançado a 11 de julho de 2015. O terceiro jogo da franquia, Yo-kai Watch 3 foi lançado no verão de 2016.
Dois mangas foram produzidos; a série de manga shōnen que foi publicada na revista CoroCoro Comic pela editora Shogakukan entre 15 de dezembro de 2012 e a série de manga shōjo publicada na revista Ciao, também pela Shogakukan entre 27 de dezembro de 2013. O estúdio japonês Oriental Light and Magic produziu a série de anime, que estreou no Japão a 8 de janeiro de 2014, e na América do Norte a 5 de outubro de 2015. O primeiro filme foi lançado a 20 de dezembro de 2014, e o segundo foi lançado em 19 de dezembro de 2015.

## Enredo
Um dia, quando estava procurando por insetos no bosque de Sakura New Town (baseada na cidade japonesa Tsukuba), um garoto chamado Keita Amano (conhecido como Nathan Adams no Ocidente) se depara com uma peculiar máquina de cápsula ao lado de uma árvore sagrada. Quando ele abre uma das cápsulas, aparece um Yo-kai chamado Whisper, que dá a Keita um dispositivo conhecido como Yo-kai Watch. Utilizando isto, Keita é capaz de identificar e ver diferentes tipos de Yo-kai que estão assombrando as pessoas e causando prejuízos. Acompanhados pelo gato Yo-kai Jibanyan, Keita e Whisper começam a fazer amigos com todos os tipos de Yo-kai, os que ele poderá convocar para lutar contra os Yo-kai mal-intencionados que habitam a sua cidade, assombrando os moradores e causando problemas terríveis.

## Personagens
- Nathan "Nate" Adams (Keita Amano) - Um garoto de 11 anos que se tornou possessor do Observador de Yo-kai (Yo-kai Watch) após libertar Whisper de uma cápsula. Ele é responsável por libertar as pessoas dos problemas causados pelos Yo-kais, sendo o único capaz de enxergá-los graças a ajuda do Observador, que também pode invocar os Yo-kais que ele já formou amizade para combater. Tem uma paixão secreta pela Katie, que eventualmente se casa com ela e tem uma filha chamada Natsume Adams (Natsume Amano na versão original) e depois ela passa a ficar envolvida com casos Yo-kai, assim como o pai, como também sucessora do Yo-kai Watch. Ele é o protagonista masculino do vídeo-game e do anime.

- Whisper - Um Yo-kai mordomo de Nate. Foi libertado a partir de uma cápsula na floresta e desde então passa a acompanhar o garoto. Ele ajuda Nate a entender o Mundo Yo-kai e sua interação com o mundo humano. Ele frequentemente tira informações sobre os Yo-kais a partir de seu tablet chamado Yokai Pad.

- Jibanyan - Um gato Yo-kai do gênero Charmoso, mais especificadamente um nekomata. Ele é o fantasma de um gato chamado Rudy (Akamaru, na série Naruto, Kiba possui um cachorro com esse nome) que pertencia a uma menina chamada Amy (Emi "Emi-chan"), até ter morrido atropelado por um caminhão e em seguida desprezado pela dona. A princípio ele costumava assombrar a estrada da qual ele morreu possuindo corpos humanos fazendo-os quase serem atropelados, como uma tentativa de treino para deter os caminhões com a própria força. Depois de um tempo passou a morar na casa de Nate. Ele tem um grande vício por comer barras de chocolate e também por uma banda de nekomimis chamada Next Harmeowny.

- Katie Forester (Fumika "Fumi-chan" Kodama) - Uma menina que é colega de classe de Nate. Ela é uma menina inteligente que é admirada pelos demais garotos da escola, principalmente Nate. Ela depois viria a se casar com Nate e tiveram uma filha chamada Natsume. Ela é a protagonista feminina do vídeo-game e do mangá shōjo.

- Bernardo (português brasileiro) ou Bear (português europeu) (Gorōta "Kuma" Kumashima) - Um dos amigos de Nate. Um garoto grande e gordo, está sempre andando com Gabriel.

- Gabriel (português brasileiro) ou Eddie (português europeu) (Kanchi Imada) - Outro amigo de Nate. Calmo, inteligente e sempre com fones de ouvido, está sempre ao lado de Bernardo.

- Sarnento (português brasileiro) ou Manjimutt (português europeu) (Jinmenken) - Um cachorro Yo-kai com rosto humano. Originalmente era um humano muito ocupado e desajeitado, ele morreu após se embebedar a noite e ser esmagado por várias tábuas ao lado de um poodle. Desde então passa a sofrer com seu novo corpo, além de constantemente ir pra cadeia.
- Ana Thomas (português brasileiro) ou Hailey Anne Thomas (português europeu) (Misora Inaho) - Ana encontra Usapyon pela primeira vez, convocando-o. Mais tarde, eles começam uma agência de detetives. Depois, fazem amizade com Nate, Whisper e Jibanyan, a quem os primeiros se tornam amigos de Komasan novamente.

### Yokai Watch Shadowside
- Natsume Adams (Natsume Amano) - Natsume tem uma personalidade semelhante ao pai Nate, diferente da mãe Katie. Natsume cuida de seus amigos humanos e Yo-kais. Ela ajuda a resolver problemas de Yo-kais, fazendo parte da Agência de Detetives Yo-kais. Ela pode às vezes se irritar com o Yo-kai agressivo e arrogante, como Micchy da mesma forma que Nate estava irritado com Whisper.
- Touma Tsukinami - Devido a seus pais raramente estarem em casa e sendo alvo de bullying, Touma parecia ter uma personalidade muito fria e distante. Evitando fazer amigos, Touma parecia muito distante para muitas pessoas. Ele mostrou-se bastante apático. No entanto, no fundo, Touma pode ser descrito como uma pessoa muito gentil.Sua personalidade parece mudar drasticamente para um jeito mais fanboy, se o jogo de cartas, "Lighting Speed Age" está envolvido. Ele é mostrado para agir um pouco mais desajeitadamente quando colocado em uma posição desconfortável, Quando Sendou Rei estava no chuveiro e pediu Touma para levá-la algumas coisas, Touma teve uma reação muito estranha, enquanto tentava manter a calma. Ele parece ter um fraco por quando se trata de sua infância solitária.
- Akinori Arihoshi - Akinori leva seu trabalho como membro da Agência Yo-Kai Watch Detective muito a sério e tende a ficar muito irritado quando Natsume e os outros desrespeitam isso. Ele é mostrado para ter um lado muito engraçado. Ele parece ter auto-estima elevada em si mesmo e faz coisas com muito orgulho. Ele também acredita que ele é o "líder" da Agência de Detetives Yo-kai. Ele é visto com um kimono tradicional como de um samurai.

### Gegege no Kitaro
- Kitaro - Kitaro é um Yo-kai que parece um menino. Ele tem longos cabelos grisalhos acinzentados que cobrem o olho esquerdo que falta, e ele veste um colete listrado preto e amarelo sobre um uniforme escolar antiquado. Ele também usa sandálias geta em madeira estilo japonês.Kitaro é o último membro vivo da Tribo Fantasma, ele também é o filho de Medama-Oyaji (Pai-Olho).
- Medama-Oyaji - Ou Pai-Olho. Ele é o pai de Kitaro, que já foi um fantasma adulto totalmente formado, mas depois de morrer de uma doença, ele renasceu de seu corpo decaído como uma versão antropomórfica de seu próprio globo ocular.
- Neko-Musume - Ou Moça-Gato. Neko-Musume se assemelha a uma jovem garota humanóide Yo-kai com características felinas.

## Jogabilidade
Yo-kai Watch é um RPG eletrónico, onde o jogador busca um Yo-kai em torno da cidade Sakura New Town, utilizando o ecrã táctil do Nintendo 3DS. Os jogadores só podem tornar-se amigos dos Yo-kai, se um alimento que gostarem for dado, antes de começar a batalha e depois de derrotar o Yo-kai que se aproxima, eles dão a Medalha Yo-kai, permitindo que seja convocado à vontade. Os Yo-kai também podem ser adquiridos através de um jogo numa máquina Gasha, coletando moedas no jogo ou utilizando o Play Coins. Certos Yo-Kai são necessários para completar a missão principal do jogo e alguns Yo-kai especiais, são adquiridos através de diversas missões secundárias. Os Yo-kai têm a capacidade de evoluírem para versões mais poderosas de si mesmos, se chegarem a um certo nível ou também podem evoluir através da combinação de itens específicos ou de outros Yo-kai. Os Yo-kai são divididos entre oito classes diferentes, cada um com seus próprios pontos fortes e fracos. Há também o Yo-kai Lendário que só pode ser obtido, através da coleta de um conjunto particular de Yo-kai que aparecem no Dicionário Yo-kai (妖怪大辞典, Yōkai Daijiten), um compêndio de diferentes Yo-kai, com os jogadores que foram encontrados ou com amigos feitos ao percurso do jogo e também o Chefe Yo-kai que não pode ser amigo do jogador no jogo original, mas sim nas sequências Ganso e Honke.
Quando o jogador encontra um Yo-kai, entra em batalha contra ele usando seis Yo-kai, com os que o jogador já havia feito amizade. O ecrã táctil é usado durante as batalhas, para rodar os Yo-kai do jogador. Também é utilizada tanto para esclarecer os efeitos no estado dos Yo-kai do jogador ou então para carregar as habilidades especiais dos Yo-kai.
Um evento comum no jogo é "Oni Time" (Hora do Terror), onde o personagem do jogador entra num reino de pesadelo, onde deverá buscar os baús do tesouro que contenha os itens especiais, mas o jogador deve evitar ser visto por outro Yo-kai. Se for descoberto, o jogador é perseguido por um poderoso Yo-kai Oni que facilmente pode acabar com a partida do jogador, a menos que o mesmo escape. É possível vencer o Oni, somente se os Yo-kai do jogador forem poderosos. Também é possível encontrar um Yo-kai Namahage, se o jogador atravessar a rua com o sinal vermelho do farol, mas o encontro poderá ser benéfico, se o jogador seguir as regras.
Os jogadores também podem participar em várias missões secundárias para ganhar experiência em minijogos de capturar insetos e de pesca para obter itens especiais.
Em Yo-kai Watch 2 as áreas são ampliadas que podem ser exploradas com aproximadamente cem novos Yo-kai no passado e presente da região de Kemamoto, onde se encontram os tradicionais Yo-kai e o predecessor de Yo-kai Watch.

## Média

### Jogos eletrónicos
O jogo Yo-kai Watch foi anunciado pela Level-5, durante o Tokyo Game Show de 2011. Foi lançado no Japão para Nintendo 3DS a 11 de julho de 2013. Entre fevereiro de 2014, o jogo vendeu mais de 500.000 cópias. Em janeiro de 2014, a Level-5 registrou a marca "Yo-Kai Watch" nos Estados Unidos. Em 7 de abril de 2015, a Nintendo anunciou que iria publicar o jogo em todo o mundo em 2016.
A máquina recreativa com um jogo intitulado Yo-kai Watch: Tomodachi UkiUkipedia (妖怪ウォッチ ともだちウキウキペディア) foi testada pela primeira vez no final de dezembro de 2013 e estreou no Next Generation World Hobby Fair Winter 2014, antes de ser lançada no início de 2014. Esse jogo é jogado da mesma forma que os outros jogos de Data Carddass da Bandai, no qual o jogador utiliza uma interface semelhante à uma máquina caça-níqueis para determinar os eventos de uma batalha entre 3 Yo-kai do jogador contra 3 Yo-kai inimigos, após o jogador ter buscado na interface do jogo. Se o jogador vencer, ele ganha um cartão que pode ser utilizado em futuras partidas de Tomodachi UkiUkipedia.
A sequela, Yo-kai Watch 2 foi lançada no Japão em 10 de julho de 2014 em duas edições; Ganso (元祖) e Honke (本家, ambas podem ser traduzidas como "original"). A revista CoroCoro Comic organizou um concurso para os leitores, que consistia em desenhar uma nova forma para o mascote do jogo Jibanyan que iria aparecer no novo jogo, bem como no mangá de CoroCoro. Os ganhadores foram Buchinyan, uma fusão entre Jibanyan e Whisper, que ficou disponível em uma atualização do jogo original, junto com a adição dos parceiros especiais Komasan e Tsuchinoko e Fuyunyan, um Yo-kai heróico que é o personagem central no enredo dos jogos. Ganso e Honke incluem os Yo-kais que não eram capturáveis em outra versão, incluindo os chefes. Outros novos recursos das sequelas são a inclusão das Medalhas Z, Medalhas antigas, viagem de trem, corrida de bicicleta, escaladas em pólos e uma "caixa vermelha fantasmagórica" que faz com que o jogador expele gases ou receba um um item especial. Em colaboração com a Tomodachi UkiUkipedia, o jogo de arcade apresentou locais originais em Yo-kai, representando oito regiões do Japão, que podem ser utilizadas em Yo-kai Watch 2, usando um código encontrado no cartão do prêmio do jogo. Em 13 de dezembro de 2014, a terceira edição de Yo-kai Watch 2 intitulada Shin'uchi (真打, "lit. Atração principal") foi lançada no Japão, com personagens e cenários não incluídos inicialmente em Ganso e Honke. Em novembro de 2014, as edições Ganso e Honke venderam um total 2,881,810 cópias. As versões Ganso e Honke venderam mais de três milhões de cópias em 2014, tornando-se o jogo mais vendido no Japão em 2014.
A terceira edição, Yo-kai Watch 3 e o jogo spin-off Yo-kai Watch Busters, estão atualmente em desenvolvimento, de acordo a edição de abril de 2015 da CoroCoro. O spin-off permitirá que quatro jogadores cooperem na luta contra o chefe Yo-kai. A história de Keita em Yo-Kai Watch 3 acontecerá nos Estados Unidos, na cidade fictícia de Saint Peanutsburg, onde a família de Keita se mudou. O jogo contará novos Yo-kai de "aparência Americana" e também vai apresentar a nova protagonista do anime, Inaho Misora e seu parceiro Yo-kai USA-pyon.

### Mangá
Os dois mangás baseados na franquia, foram publicados pela editora japonesa Shogakukan. A série de mangá shōnen escrita por Noriyuki Konishi, foi publicada na revista CoroCoro Comic entre 15 de dezembro de 2012. Na América do Norte o mangá foi licenciado pela Viz Media sob a impressão da Perfect Square. No Brasil, foi licenciado pela editora Panini e é publicado no país desde agosto de 2016. A série de mangá shōjo intitulada Yo-kai Watch: Wakuwaku Nyanderful Days, escrita por Chikako Mori foi publicada na revista japonesa Ciao entre 27 de dezembro de 2013. Uma série de mangá de quatro células intitulada 4-Koma Yokai Watch: Geragera Manga Theater, escrita por Coconas Rumba, foi publicada na revista CoroCoro Comic SPECIAL entre outubro de 2014.

### Anime
A série de anime baseada no jogo, foi produzida pelo estúdio OLM e estreou no Japão no grupo de canais TXN em 8 de janeiro de 2017. A série atualmente apresenta três temas de abertura e quatro temas de encerramento. O tema de abertura para os episódios 1-36 foi "Geragerapō no Uta" (ゲラゲラポーのうた, "A Canção do Riso"), para os episódios 37-62 foram "Matsuribayashi de Geragerapō" (祭り囃子でゲラゲラポー, "O Festival Musical Cómico") e "Hatsukoitōge de Geragerapō" (初恋峠でゲラゲラポー, "A Risada é o Primeiro Passo do Amor) e para o episódio 63 o tema de abertura foi "Gerappo Dance Train" (ゲラッポ・ダンストレイン, Gerappo Dansutorein, "Dança do Trem Gerappo"). Todos os temas de aberturas foram performados por King Creamsoda e as letras foram compostas pelo vocalista Motsu da banda M.o.v.e. O tema de encerramento para os episódios 1-24 foi "Yōkai Taisō Dai-Ichi" (ようかい体操第一, "O Exercício Número Um dos Yo-Kai") interpretado pela banda Dream5, o tema de encerramento para os episódios 25-50 foi "Dun Dun Doobie Zubah!" (ダン・ダン ドゥビ・ズバー!, Dan Dan Dubi Zubā!) interpretado por Dream5 e Bully-taichō (Motsu), enquanto o tema de encerramento para o episódio 51 foi "Idol wa Unyanya no Ken" (アイドルはウーニャニャの件, "Ídolos são uma Questão de Ooh-Nya-Nya") interpretado por NyaKB com participação de Tsuchinoko Panda. A TV Tokyo transmitiu os episódios 48 e 49 utilizando o tema "Geragerapō Hashikyoku" (ゲラゲラポー走曲) interpretado por Yo-Kai King Creamsoda (Lucky Ikeda, Dream5, e King Creamsoda) como tema de encerramento.
O filme Yo-kai Watch the Movie: The Secret is Created, Nyan! (映画 妖怪ウォッチ　誕生の秘密だニャン！, Eiga Yōkai Wotchi: Tanjō no Himitsu da Nyan!, lit. "Yo-Kai Watch o Filme: Esse é o Segredo de Nascimento, Nyan!) foi lançado no Japão em 20 de dezembro de 2014.
A Dentsu Entertainment USA atualmente está trabalhando com a distribuição do anime na América do Norte. Na estreia do filme Yo-Kai Watch, o presidente da Level-5, Akihiro Hino, anunciou que o anime Yo-Kai Watch será transmitido internacionalmente em 2015. Ele também brincou com os seiyūs Etsuko Kozakura e Tomokazu Seki, intérpretes de voz de Jibanyan e Whisper, dizendo que "estudassem inglês". A Viz Media Europe já licenciou a série na Europa, Rússia, África e Filipinas. A Fusion Agency adquiriu os direitos de licenciamento e merchandising da série para a Austrália e Nova Zelândia. A série começou a ser transmitida na América do Norte pelo canal Disney XD em 2015.
Em 7 de abril de 2015, a Level-5 divulgou um vídeo promocional da segunda temporada da série de anime, que fará sua estreia em julho de 2015. A segunda temporada contará com uma nova protagonista, Inaho Misora e um novo companheiro Yo-Kai, o USA-pyon. Também contará com um novo modelo de Yo-Kai Watch chamado "Yo-Kai Watch U".
A distribuidora americana MarVista Entertainment adquiriu os direitos do anime para a América Latina, em parceria com a empresa Dentsu Entertainment USA para lançar os brinquedos da franquia na região. O processo da dublagem em português do anime teve início em abril de 2016, no estúdio Marmac, em São Paulo.
O anime teve sua estreia no continente através do Disney XD em junho de 2016. Em novembro de 2016, estreou na programação do Disney Channel.

#### Transmissão internacional
| País                  | Canal           | Lançamento                                                     |
| --------------------- | --------------- | -------------------------------------------------------------- |
| Coreia do Sul         | Tooniverse      | Novembro de 2014                                               |
| Taiwan                | YoYo TV         | Maio de 2015                                                   |
| Hong Kong · China     | TVB             | Maio de 2015                                                   |
| Filipinas · Singapura | Toonami         | Junho de 2015                                                  |
| Estados Unidos        | Disney XD       | Outubro de 2015                                                |
| Reino Unido           | Cartoon Network | Abril de 2016                                                  |
| Turquia               | Cartoon Network | Abril de 2016                                                  |
| Espanha               | Boing           | Abril de 2016                                                  |
| França                | Boing           | Abril de 2016                                                  |
| França                | Gulli           | Setembro de 2016                                               |
| França                | Cartoon Network | Março de 2017                                                  |
| Noruega               | Cartoon Network | Maio de 2016                                                   |
| Portugal              | Cartoon Network | 16 de maio de 2016                                             |
| Países Baixos         | Nickelodeon     | 23 de maio de 2016                                             |
| Bélgica               | Nickelodeon     | 23 de maio de 2016                                             |
| Áustria               | Nickelodeon     | 9 de maio de 2016                                              |
| Alemanha              | Nickelodeon     | 9 de maio de 2016                                              |
| Brasil                | Disney XD       | 5 de junho de 2016 (pré-estréia) 13 de junho de 2016 (estréia) |
| Brasil                | Disney Channel  | 7 de novembro de 2016                                          |
| Mundo árabe           | Spacetoon       | 11 de setembro de 2016                                         |

#### Lista de episódios e filmes
| Temporadas | Episódios | Japão                | Japão                  | Estados Unidos       | Estados Unidos     | Brasil                                                         | Brasil | Portugal           | Portugal         |
| Temporadas | Episódios | Começo               | Final                  | Começo               | Final              | Começo                                                         | Final  | Começo             | Final            |
| ---------- | --------- | -------------------- | ---------------------- | -------------------- | ------------------ | -------------------------------------------------------------- | ------ | ------------------ | ---------------- |
| 1          | 76        | 8 de Janeiro de 2014 | 3 de Julho de 2015     | 5 de Outubro de 2015 | 3 de Junho de 2017 | 5 de Junho de 2016 (Pré-Estréia) 13 de Junho de 2016 (Estréia) |        | 16 de Maio de 2016 | Novembro de 2017 |
| 2          | 74        | 10 de Julho de 2015  | 23 de Dezembro de 2016 |                      |                    |                                                                |        |                    |                  |
| 3          | 64        | 7 de janeiro de 2016 | 30 de março de 2018    |                      |                    |                                                                |        |                    |                  |

Primeira Temporada (2014-2015)
| No. | Título | Estréia Original        | Estréia nos Estados Unidos | Estréia no Brasil                                             | Estréia em Portugal |
| --- | --- | ----------------------- | -------------------------- | ------------------------------------------------------------- | ------------------- |
| 1   | Yo-Kais Existem! / O Cruzamento Assombrado                                                                                               | 8 de Janeiro de 2014    | 5 de Outubro de 2015       | 5 de Junho de 2016 (Pré-Estréia) 13 de Junho de 2016(Estréia) | 16 de Maio de 2016  |
| 2   | O Yo-Kai na Água / Por que você disse isso? / O Segredo de Katie                                                                         | 15 de Janeiro de 2014   | 6 de Outubro de 2015       | 14 de Junho de 2016                                           | 17 de Maio de 2016  |
| 3   | O Yo-Kai Raro / O Yo-kai Sarnento / Ai vem o Delinquentin / O Yo-Kai Sarnento: Parte 2                                                   | 22 de janeiro de 2014   | 7 de Outubro de 2015       | 15 de Junho de 2016                                           | 18 de Maio de 2016  |
| 4   | O Medallium Yo-Kai / O Yo-Kai Vovôrexia / Yo-Kai Amnola / O Yo-Kai Sarnento: Parte 3                                                     | 29 de Janeiro de 2014   | 8 de Outubro de 2015       | 16 de Junho de 2016                                           | 19 de Maio de 2016  |
| 5   | O Yo-Kai Sarnento: Parte 4 / O Yo-Kai Ilu-hu / Vamos Exorcizar                                                                           | 5 de Fevereiro de 2014  | 9 de Outubro de 2015       | 17 de Junho de 2016                                           | 20 de Maio de 2016  |
| 6   | O Yo-Kai Sarnento: Parte 5 / O Yo-Kai Fogoleo / O Yo-Kai Jamaisquito / A Festa do Pijama                                                 | 19 de Fevereiro de 2014 | 13 de Outubro de 2015      | 20 de Junho de 2016                                           | 23 de Maio de 2016  |
| 7   | O Yo-Kai Sarnento: Parte 6 / Com vocês, Komasan! / O Yo-Kai Não Senhor                                                                   | 26 de Fevereiro de 2014 | 19 de Outubro de 2015      | 21 de Junho de 2016                                           | 24 de Maio de 2016  |
| 8   | O Yo-Kai Sarnento: Parte 7 / O Yo-Kai Voafante / O Yo-Kai Agorafabio                                                                     | 5 de Março de 2014      | 26 de Outubro de 2015      | 22 de Junho de 2016                                           | 25 de Maio de 2016  |
| 9   | Komasan na Cidade: Lá vem o Komacão / O Yo-Kai Besourinja / Robônyan, Ativar!                                                            | 12 de Março de 2014     | 2 de Novembro de 2015      | 23 de Junho de 2016                                           | 26 de Maio de 2016  |
| 10  | Komasan na Cidade: Vida Urbana / O Yo-Kai Avoado / A Lenda de Shogunyan                                                                  | 19 de Março de 2014     | 9 de Novembro de 2015      | 24 de Junho de 2016                                           | 27 de Maio de 2016  |
| 11  | Komasan na Cidade Grande: A Catraca / O Yo-Kai Gastôncio / O Yo-Kai Nananinanão / Sarnento em: A Grande Fuga Canina                      | 26 de Março de 2014     | 16 de Novembro de 2015     | 27 de Junho de 2016                                           |                     |
| 12  | Komasan na CIdade Grande: Aquecedores de Orelha / O Yo-Kai Flatundo / Sarnento em: A Grande Fuga Canina - Episódio 1                     | 4 de Abril de 2014      | 30 de Dezembro de 2015     | 28 de Junho de 2016                                           |                     |
| 13  | Komasan na Cidade Grande: Petiscos Baratos / A Yo-kai Mamatraca / Os Yo-Kais Dançarinos / Sarnento em: A Grande Fuga Canina - Episódio 2 | 11 de Abril de 2014     | 28 de Dezembro de 2015     | 29 de Junho de 2016                                           |                     |
| 14  | Komasan na Cidade Grande: O Chão Mágico / A Yo-Kai Lady Sombria e o Yo-kai Eds Creto / Sarnento em: A Grande Fuga Canina - Episódio 3    | 18 de Abril de 2014     | 29 de Dezembro de 2015     | 30 de Junho de 2016                                           |                     |
| 15  | Komasan na Cidade Grande: O DJ KC / O Yo-kai Porquente / O Yo-Kai Prolixus / Sarnendo em: A Grande Fuga Canina Episódio 4                | 19 de Abril de 2014     | 30 de Dezembro de 2015     | 1 de Julho de 2016                                            |                     |
| 16  | O Yo-Kai Borbodivina / Komasan na Cidade Grande: Meu Irmão Legal / Sarnento em: A Grande Fuga Canina - Episódio 5                        | 25 de Abril de 2014     | 31 de Dezembro de 2015     | 4 de Julho de 2016                                            |                     |
| 17  | Komasan Subindo na Vida - Episódio 1 / O Yo-Kai Jararacalada / O Yo-Kai Carapança / Sarnento em: A Grande Fuga Canina - Episódio 6       | 2 de Maio de 2014       | 1 de Janeiro de 2016       | 5 de Julho de 2016                                            |                     |
| 18  | Kyubi: Operação Coração Partido / O Yo-Kai Gárgulo / Komasan Subindo na Vida - Episódio 2                                                | 9 de Maio de 2014       | 11 de Janeiro de 2016      | 5 de Setembro de 2016                                         |                     |
| 19  | Komasan Subindo na Vida - Episódio 3 / A Yo-Kai Antoxa / Kyubi: Operação Parque de Diversões                                             | 16 de Maio de 2014      | 18 de Janeiro de 2016      | 6 de Setembro de 2016                                         |                     |
| 20  | A Lenda de Dogalante / Komasan Subindo na Vida - Episódio 4                                                                              | 23 de Maio de 2014      | 25 de Janeiro de 2016      | 7 de Setembro de 2016                                         |                     |
| 21  | O Yo-Kai Preguicim / A Yo-Kai Insônia / Komasan Apaixonado - Episódio 1                                                                  | 30 de Maio de 2014      | 22 de Fevereiro de 2016    | 8 de Setembro de 2016                                         |                     |
| 22  | Komasan Apaixonado - Episódio 2 / O Yo-Kai Patchim / Os Yo-Kais Brutus e Dodói                                                           | 6 de Junho de 2014      | 29 de Fevereiro de 2016    | 9 de Setembro de 2016                                         |                     |
| 23  | Komasan Apaixonado - Episódio 3 / O Yo-Kai Fominho / O Yo-Kai Ben-K800                                                                   | 13 de Junho de 2014     | 1 de Março de 2016         | 9 de Janeiro de 2017                                          |                     |
| 24  | Komasan Apaixonado - Episódio 4 / O Yo-Kai Soturnave / O Verdadeiro                                                                      | 20 de Junho de 2014     | 2 de Março de 2016         | 10 de Janeiro de 2017                                         |                     |
| 25  | O Segredo do Jibanyan | 27 de Junho de 2014     | 3 de Março de 2016         | 11 de Janeiro de 2017                                         |                     |
| 26  | A Yo-Kai Ciclopina / O Yo-kai Cobiçoso / Komasan Apaixonado - Episódio 5                                                                 | 11 de Julho de 2014     | 4 de Março de 2016         | 12 de Janeiro de 2017                                         |                     |

Segunda Temporada (2014-2015)
| No. | Título | Estréia Original        | Estréia nos Estados Unidos | Estréia no Brasil       | Estréia em Portugal |
| --- | --- | ----------------------- | -------------------------- | ----------------------- | ------------------- |
| 27  | O Novo Yo-Kai Watch / Abrindo a Caixa                                                                          | 18 de Julho de 2014     | 1 de Agosto de 2016        | 3 de Abril de 2017      |                     |
| 28  | Os Yo-Kais Clássicos / Vamos Exorcizar (De Novo)                                                               | 25 de Julho de 2014     | 2 de Agosto de 2016        | 4 de Abril de 2017      |                     |
| 29  | Tiras da Vila do Mar: O Ocupante Teimoso / O Yo-Kai Salnando / O Yo-Kai Umbelino                               | 1 de Agosto de 2014     | 3 de Agosto de 2016        | 5 de Abril de 2017      |                     |
| 30  | Tiras da Vila do Mar: A Recompensa / O Yo-Kai Maluquinho / O Yo-Kai Foi Mal                                    | 8 de Agosto de 2014     | 4 de Agosto de 2016        | 6 de Abril de 2017      |                     |
| 31  | Westward YO | 15 de Agosto de 2014    | 5 de Agosto de 2016        | 7 de Abril de 2017      |                     |
| 32  | Tiras da Vila do Mar: A Sala de Interrogatório / O Yo-Kai Coração de Leão / A Competição de Yo-Kais Descolados | 22 de Agosto de 2014    | 8 de Agosto de 2016        | 10 de Abril de 2017     |                     |
| 33  | Tiras da Vila do Mar: A Tocaia / O Yo-Kai Vô Vaidoso / Qual é o Verdadeiro?                                    | 29 de Agosto de 2014    | 9 de Agosto de 2016        | 11 de Abril de 2017     |                     |
| 34  | Tiras da Vila do Mar: Despistando / O Yo-Kai Faz Você / O Yo-Kai Borbovida                                     | 5 de Setembro de 2014   | 10 de Agosto de 2016       | 12 de Abril de 2017     |                     |
| 35  | Tiras da Vila do Mar: Guarda Costas / Titanics do Caribe / O Yo-Kai Torcicolo                                  | 12 de Setembro de 2014  | 11 de Agosto de 2016       | 13 de Abril de 2017     |                     |
| 36  | Tiras da Vila do Mar: Remoção de Perigo Iminente / O Sargento Burly / O Yo-Kai Serpentilária                   | 19 de Setembro de 2014  | 12 de Agosto de 2016       | 14 de Abril de 2017     |                     |
| 37  | Falha Fitness / Tiras da Vila do Mar: O Final                                                                  | 26 de Setembro de 2014  | 27 de Agosto de 2016       | 5 de Junho de 2017      |                     |
| 38  | Guerra do Lanche / O Yo-Kai James / Almoço Escolar Gourmet - Refeição 1: Ensopado                              | 3 de Outubro de 2014    | 3 de Setembro de 2016      | 6 de Junho de 2017      |                     |
| 39  | Almoço Escolar Gourmet - Refeição 2: Pudim / O Yo-Kai Falsalien / A Yo-Kai Spoilerina                          | 10 de Outubro de 2014   | 10 de Setembro de 2016     | 7 de Junho de 2017      |                     |
| 40  | Os 10 Melhores Yo-Kais / O Yo-kai Conde Zápula / Almoço Escolar Gourmet - Refeição 3: Bolinho                  | 17 de Outubro de 2014   | 17 de Setembro de 2016     | 8 de Junho de 2017      |                     |
| 41  | Almoço Escolar Gourmet - Refeição 4: Frango Frito / O Yo-Kai Conde Fofucho / O Yo-Kai Nhoc                     | 24 de Outubro de 2014   | 24 de Setembro de 2016     | 9 de Junho de 2017      |                     |
| 42  | O Horror de Draculanyan                                                                                        | 31 de Outubro de 2014   | 8 de Outubro de 2016       | 12 de Junho de 2017     |                     |
| 43  | O Professor Vacant e a Mansão Misteriosa                                                                       | 7 de Novembro de 2014   | 8 de Outubro de 2016       | 13 de Junho de 2017     |                     |
| 44  | Aprendendo com o Sr. Gato Ranzinza - Lição 1 / O Yo-Kai Mimiquinho / O Yo-Kai Narino                           | 14 de Novembro de 2014  | 15 de Outubro de 2016      | 14 de Junho de 2017     |                     |
| 45  | Aprendendo com o Sr. Gato Ranzinza - Lição 2 / Farpanyan e o Frio / O Yo-Kai Calmim                            | 21 de Novembro de 2014  | 29 de Outubro de 2016      | 15 de Junho de 2017     |                     |
| 46  | Aprendendo com o Sr. Gato Ranzinza - Lição 3 / O Yo-Kai Podre Herói / A Lenda do Sabichão                      | 28 de Novembro de 2014  | 5 de Novembro de 2016      | 16 de Junho de 2017     |                     |
| 47  | O Yo-Kai Estratégico Whisper                                                                                   | 12 de Dezembro de 2014  | 12 de Novembro de 2016     | 14 de Agosto de 2017    |                     |
| 48  | Aprendendo com o Sr. Gato Ranzinza - Lição 4 / O Yo-Kai Pad Desaparecido / Boletins Yo-Kais                    | 19 de Dezembro de 2014  | 19 de Novembro de 2016     | 15 de Agosto de 2017    |                     |
| 49  | Um Natal Muito Yo-Kai / Papai Koma-Noel / O Yo-Kai Papai não é                                                 | 19 de Dezembro de 2014  | 3 de Dezembro de 2016      | 16 de Agosto de 2017    |                     |
| 50  | Aprendendo com o Sr. Gato Ranzinza - Lição 5 / A Guerra de Limpeza da Casa / A Vingança de Venocto: A Busca    | 26 de Dezembro de 2014  | 10 de Dezembro de 2016     | 17 de Agosto de 2017    |                     |
| 51  | A Vingança de Venocto: Acampamento Inimigo / O Yo-Kai Pandanoko / O Yo-Kai Fleumatador                         | 9 de Janeiro de 2015    | 17 de Dezembro de 2016     | 18 de Agosto de 2017    |                     |
| 52  | A Vingança de Venocto: O Exército do Mal / Os Yo-Kais Chuvanessa e Lu Minoso / A Yo-Kai Ana Cubista            | 16 de Janeiro de 2015   | 26 de Dezembro de 2016     | 9 de Outubro de 2017    |                     |
| 53  | A Vingança de Venocto: O Devastador / O Yo-Kai Montogro                                                        | 23 de Janeiro de 2015   | 27 de Dezembro de 2016     | 10 de Outubro de 2017   |                     |
| 54  | O Teatro dos Sonhos de uma Senhorinha: Primeiro Ato / O Yo-Kai Osso Ousado / O Yo-Kai Pelúcio                  | 30 de Janeiro de 2015   | 28 de Dezembro de 2016     | 11 de Outubro de 2017   |                     |
| 55  | O Teatro dos Sonhos de uma Senhorinha: Segundo Ato / Por Amor ou Chocolate                                     | 6 de Fevereiro de 2015  | 29 de Dezembro de 2016     | 12 de Outubro de 2017   |                     |
| 56  | O Teatro dos Sonhos de uma Senhorinha: Terceiro Ato / O Yo-Kai Invejilson / O Yo-Kai Geladim                   | 13 de Fevereiro de 2015 | 30 de Dezembro de 2016     | 13 de Outubro de 2017   |                     |
| 57  | O Teatro dos Sonhos de uma Senhorinha: Ato Final / O Yo-Kai Catatoni / O Yo-Kai Capitão Estorvo                | 20 de Fevereiro de 2015 | 21 de Janeiro de 2017      | 16 de Outubro de 2017   |                     |
| 58  | O Yo-Kai Afano / O Yo-Kai Lambe-Lambe / Kapitão Komasan                                                        | 27 de Fevereiro de 2015 | 28 de Janeiro de 2017      | 17 de Outubro de 2017   |                     |
| 59  | Kapitão Komasan e sua Equipe de Expedição / O Yo-Kai Mestre Oden / O Yo-Kai Cismado                            | 6 de Março de 2015      | 4 de Fevereiro de 2017     | 18 de Outubro de 2017   |                     |
| 60  | Kapitão Komasan e sua Equipe de Expedição / A Perturbadora Vida de Patty Mida / O Yo-Kai Serpentuga            | 13 de Março de 2015     | 11 de Fevereiro de 2017    | 19 de Outubro de 2017   |                     |
| 61  | Kapitão Komasan e Sua Equipe de Expedição / O Yo-Kai Resistromba / O Yo-Kai Virgílio                           | 20 de Março de 2015     | 18 de Fevereiro de 2017    | 20 de Outubro de 2017   |                     |
| 62  | | 27 de Março de 2015     | 25 de Fevereiro de 2017    | 21 de Fevereiro de 2018 |                     |
| 63  | | 3 de Abril de 2015      | 1 de Abril de 2017         | 22 de Fevereiro de 2018 |                     |
| 64  | | 10 de Abril de 2015     | 4 de Março de 2017         | 27 de Fevereiro de 2018 |                     |
| 65  | | 17 de Abril de 2015     | 8 de Abril de 2017         | 28 de Fevereiro de 2018 |                     |
| 66  | | 24 de Abril de 2015     | 11 de Março de 2017        | 21 de Março de 2018     |                     |
| 67  | | 1 de Maio de 2015       | 18 de Março de 2017        | 2 de Abril de 2018      |                     |
| 68  | | 8 de Maio de 2015       | 25 de Março de 2017        | 3 de Abril de 2018      |                     |
| 69  | | 15 de Maio de 2015      | 15 de Abril de 2017        | 4 de Abril de 2018      |                     |
| 70  | | 22 de Maio de 2015      | 22 de Abril de 2017        | 5 de Abril de 2018      |                     |
| 71  | | 29 de Maio de 2015      | 29 de Abril de 2017        | 6 de Abril de 2018      |                     |
| 72  | | 5 de Junho de 2015      | 6 de Maio de 2017          |                         |                     |
| 73  | | 12 de Junho de 2015     | 13 de Maio de 2017         |                         |                     |
| 74  | | 19 de Junho de 2015     | 20 de Maio de 2017         |                         |                     |
| 75  | | 26 de Junho de 2015     | 27 de Maio de 2017         |                         |                     |
| 76  | | 3 de Julho de 2015      | 3 de Junho de 2017         |                         | Novembro de 2017    |

Filmes
| No. | Título                                                                | Estréia Original       | Estréia nos Estados Unidos | Estréia no Brasil   | Estréia em Portugal |
| --- | --------------------------------------------------------------------- | ---------------------- | -------------------------- | ------------------- | ------------------- |
| 1   | Yo-Kai Watch: O Filme                                                 | 20 de Dezembro de 2014 | 15 de Outubro de 2016      | 15 de Abril de 2017 |                     |
| 2   | Yo-Kai Watch: Enma Daiō to Itsutsu no Monogatari da Nyan!             | 19 de Dezembro de 2015 |                            |                     |                     |
| 3   | Yo-Kai Watch: Soratobu Kujira to Double no Sekai no Daibōken da Nyan! | 17 de Dezembro de 2016 |                            |                     |                     |
| 4   | Yo-Kai Watch: Shadousaido Oni-õ no Fukkatsu                           | 16 de Dezembro de 2017 |                            |                     |                     |

## Elenco de Dublagem
| Personagens             | Voz Original                                                                                 | Versão Brasileira | Versão Americana  | Versão Portuguesa     |
| Humanos                 | Humanos                                                                                      | Humanos           | Humanos           |                       |
| ----------------------- | -------------------------------------------------------------------------------------------- | ----------------- | ----------------- | --------------------- |
| Nathan "Nate" Adams     | Haruka Tomatsu                                                                               | Pedro Alcantara   | Johnny Yong Bosch | Simon Frankel         |
| Katie Forester          | Aya Endo                                                                                     | Nathalia Pitty    | Melissa Hutchison | Sónia Neves           |
| Bernardo Barbosa        | Tooru Nara                                                                                   | Caio Guarnieri    | Paul Greenberg    | Paulo B.              |
| Gabriel Archer(Eddie)   | Satou Chie                                                                                   | Daniel Figueira   |                   | Adriana Moniz         |
| Ana Thomas              | Aoi Yūki                                                                                     | Giulia de Brito   | Erika Harlacher   |                       |
| Natsume Adams           | Aoi Yūki                                                                                     |                   |                   |                       |
| Touma Tsukinami         | Yoshiaki Hasegawa                                                                            |                   |                   |                       |
| Akinori Arihoshi        | Mutsumi Tamura                                                                               |                   |                   |                       |
| Kitaro                  | Masako Nozawa Yōko Matsuoka Minami Takayama Miyuki Sawashiro (atualmente)                    |                   |                   |                       |
| Medama-Oyaji (Pai-Olho) | Isamu Tanonaka † (nas demais versões) Masako Nozawa (atualmente)                             |                   |                   |                       |
| Neko-Musume(Moça-Gato)  | Nana Yamaguchi Yōko Ogushi Yūko Mita Chinami Nishimura Hiromi Konno Umeka Shōji (atualmente) |                   |                   |                       |
| Lily Adams              |                                                                                              |                   |                   | Érica Rodrigues       |
| Aaron Adams             |                                                                                              |                   |                   | Paulo B               |
| Rebecca Forester        |                                                                                              |                   |                   | Érica Rodrigues       |
| Jason Forester          |                                                                                              |                   |                   |                       |
| Mãe do Bernardo         |                                                                                              |                   |                   |                       |
| Pai do Bernardo         |                                                                                              |                   |                   |                       |
| Mãe do Gabriel          |                                                                                              |                   |                   |                       |
| Pai do Gabriel          |                                                                                              |                   |                   |                       |
| Professor Joe Jahnson   |                                                                                              |                   |                   | Paulo B.              |
| Yo-kais                 |                                                                                              |                   |                   |                       |
| Whisper                 | Tomokazu Seki                                                                                | Wallace Raj       |                   | Luís Barros           |
| Jibanyan                | Etsuko Kosakura                                                                              | Rita Almeida      |                   | Carla Carreiro Mendes |
| Abatilda                |                                                                                              |                   |                   | Adriana Moniz         |
| Joviallan               |                                                                                              |                   |                   | Paulo B.              |
| Kapandante              |                                                                                              |                   |                   |                       |
| Fofoqueira              |                                                                                              |                   |                   | Sónia Neves           |
| Noko                    |                                                                                              |                   |                   |                       |
| Sarnento                |                                                                                              |                   |                   | Paulo B.              |
| Delinquentin            |                                                                                              |                   |                   | Tiago Retrê           |
| Traquinyan              |                                                                                              |                   |                   |                       |
| Vovôrexia               |                                                                                              |                   |                   |                       |
| Aminola                 |                                                                                              |                   |                   |                       |
| Illoo                   |                                                                                              |                   |                   |                       |
| Fogoleo                 |                                                                                              |                   |                   | Tiago Retrê           |
| Jamaisquito             |                                                                                              |                   |                   |                       |
| Interferencio           |                                                                                              |                   |                   |                       |

## Merchandise

Relógio baseado no modelo "Type-Zero" de Yo-Kai Watch.

Peluches de Yo-Kai Watch em uma loja japonesa.

Foram realizados vários brinquedos baseados na franquia, como o próprio Yo-Kai Watch e as Medalhas Yo-Kai, que tiveram um enorme sucesso comercial no mercado japonês. A Hasbro vai lançar uma linha de brinquedos baseados na série, mundialmente em 2016.

## Recepção
O jogo original Yo-Kai Watch recebeu uma pontuação de 36/40 do site Famitsu e sua sequela Yo-Kai watch 2 recebeu uma pontuação de 36/40. Yo-Kai Watch 2 já vendeu mais de cinco milhões de unidades, contando com todas as três edições.
Em 2014, o mangá Yo-Kai Watch  publicado na revista CoroCoro Comic, venceu o 38º Prêmio de Mangá Kōdansha na categoria de Melhor Mangá Infantil (Kodomo). No ano seguinte, o mangá também foi premiado como o Melhor Mangá Infantil na 60ª edição do Prêmio de Mangá Shogakukan.
O filme de anime teve a maior bilheteria, durante o primeiro fim de semana de qualquer filme japonês, desde a década de 2000, arrecadando um total de 1,628.893.000 de ienes ($13.58 milhões). Em 6 de janeiro de 2015, em seu décimo sexto dia de estreia, o filme já havia arrecadado mais de 5 biliões de ienes ($42 milhões). Na semana seguinte, foram arrecadados 6,5 bilhões de ienes ($55 milhões) na bilheteria japonesa.